# Bills, Bills, Bills
"Bills, Bills, Bills" (Tạm dịch: "Hóa đơn, Hóa đơn, Hóa đơn") là một ca khúc năm 1999 của nhóm nhạc Destiny's Child và được phát hành với tư cách là đĩa đơn dẫn đầu của The Writing's on the Wall. Ca khúc có nội dung về nữ quyền tương tự như ca khúc của TLC, "No Scrubs", và đều có xuất hiện của nhà sản xuất Eric Nealante Phillips và nhạc sĩ Kandi Burruss. Ca khúc đã trở thành đĩa đơn quán quân đầu tiên của họ tại Mỹ vào tháng 7 năm 1999, và đồng thời cũng nằm ở vị trí thứ 10 tại Anh. Ca khúc được thực hiện bởi một đoàn sản xuất lớn gồm Rodney Jerkins, Missy Elliott, Chad Elliot, và Dwayne Wiggins của Tony! Toni! Toné! và giành được hai đề cử giải Grammy: "Trình diễn Song ca hoặc Nhóm nhạc R&B Xuất sắc nhất" và "Bài hát R&B Xuất sắc nhất" tại lễ trao giải Giải Grammy lần thứ 42. Bộ phim Glee đã trình diễn ca khúc này trong một tập phim mùa Hai bởi diễn viên Darren Criss cùng những sinh viên của học viện Dalton Academy Warblers.

## Nội dung
Lời nhạc chủ yếu nói về việc người đàn ông trong ca khúc chỉ biết xài tiền phung phí của người phụ nữ khi nhóm hát "Now you've been maxing out my card," "And then you use my cell phone / And when the bill comes, all of a sudden you be acting dumb," (Tạm dịch: "Anh xài hết tiền trong tài khoản của em," "Và sau đó anh dùng điện thoại của em / Và đến khi có hóa đơn, anh bỗng dưng trở nên ngơ ngác,") và "And now you ask to use my car / Drive it all day and don't fill up the tank." (Tạm dịch: "Còn giờ anh mượn em chiếc xe hơi / Lái nó cả ngày mà không thèm đổ xăng.") Sau đó, nhóm đã kết thúc với một câu hỏi, "Can you pay my bills? / Can you pay my telephone bills? / Do you pay my automo' bills?" (Tạm dịch: "Anh có thể trả đống hóa đơn của em không? / Anh có thể trả hóa đơn điện thoại cho em không? / Anh có trả tiền xăng cho em không?")
Sporty Thievz, nhóm đã viết ca khúc nhại lại ca khúc "No Scrubs" của TLC là "No Pigeons" (Tạm dịch: "Không Chim bồ câu"). Nhóm này cũng đã viết ca khúc nhại lại dành cho "Bills, Bills, Bills" mang tựa "No Billz (Why, Why, Why)." (Tạm dịch: "Không Hóa Đơn (Tại Sao, Tại Sao, Tại Sao)"). Nhóm Sporty Thievz đồng thời cũng nằm trong ca khúc "I Can't Go For That", một phiên bản mới của Bills, Bills, Bills với phần nhạc và phần lời hoàn toàn khác, sản xuất bởi Trackmasters, cùng nghệ sĩ rap nữ Jazz.

## Video ca nhạc
Video ca nhạc cho "Bills, Bills, Bills" được đạo diễn bởi Darren Grant, được quay ở một tiệm làm đẹp được lấy cảm hứng từ tiệm làm đẹp trước kia của Tina Knowles, mẹ của thành viên Beyoncé Knowles. Đây cũng chính là một trong những video có sự xuất hiện của thành viên Farrah Franklin, nhưng cô chỉ đóng một vai nhỏ là một vị khách hàng của tiệm làm đẹp.
Video này đồng cũng xuất hiện trong đĩa DVD The Platinum's on the Wall và bộ đĩa đơn CD/DVD "Bug a Boo" Phần 1 tại Anh.

## Thực hiện
- Giọng chính: Beyoncé Knowles (2 lời), Kelly Rowland (2 điệp khúc)
- Giọng bè: Kelly Rowland, Letoya Luckett và LaTavia Roberson, Beyoncé Knowles
- Hướng dẫn thanh nhạc: Beyoncé Knowles, Kelly Rowland, Letoya Luckett, LaTavia Roberson và Eric Nealante Phillips.

## Danh sách ca khúc

### Đĩa đơn tại Mỹ
Đĩa quảng bá 12-inch
Mặt A
1. "Bills, Bills, Bills" (Maurice's Xclusive Livegig Mix) - 7:12
2. "Bills, Bills, Bills" (Maurice's Xclusive Dub Mix) - 8:03

Mặt B
1. "Bills, Bills, Bills" (Digital Black-N-Groove Mix) - 7:22
2. "Bills, Bills, Bills" (Phiên bản trong album) - 4:16

Đĩa đơn 12-inch
Mặt A
1. "Bills, Bills, Bills" (Phiên bản trong album) - 4:16
2. "Bills, Bills, Bills" (Digital Black-N-Groove Club Mix) - 7:16
3. "Bills, Bills, Bills" (Phiên bản Acapella) - 4:00

Mặt B
1. "Bills, Bills, Bills" (Maurice's Xclusive Livegig Mix) - 7:33
2. "Bills, Bills, Bills" (Maurice's Xclusive Dub Mix) - 8:04

Đĩa đơn CD Maxi
1. "Bills, Bills, Bills" (Phiên bản trong album) - 4:16
2. "Bills, Bills, Bills" (Digital Black-N-Groove Club Mix) - 7:07
3. "Bills, Bills, Bills" (Phiên bản Acapella) - 4:02
4. "Bills, Bills, Bills" (Maurice's Xclusive Livegig Mix) - 7:34
5. "Bills, Bills, Bills" (Maurice's Xclusive Dub Mix) - 8:03

Đĩa đơn CD 38K 79175
1. "Bills, Bills, Bills" (Phiên bản trong album) - 4:16
2. "Bug-A-Boo" (đoạn mẫu) - 1:18
3. "So Good" (đoạn mẫu) - 1:03
4. "Now That She's Gone" (đoạn mẫu) - 1:11

### Đĩa đơn tại Anh
Đĩa đơn CD Maxi
1. "Bills, Bills, Bills" - 4:16
2. "Bills, Bills, Bills" (I Can't Go For That Remix) - 3:57
3. "No, No, No" (Phần II) (cùng Wyclef Jean) - 3:30

### Đĩa đơn tại Pháp
Đĩa đơn 12-inch
Mặt A
1. "Bills, Bills, Bills" - 4:16
2. "I Can't Go For That" (Bills, Bills, Bills Remix) - 3:57

Mặt B
1. "I Can't Go For That" (Bills, Bills, Bills Remix - Bản chỉnh của Radio) - 3:38
2. "I Can't Go For That" (Bills, Bills, Bills Remix - cùng Rap) - 3:22

Đĩa đơn CD
1. "Bills, Bills, Bills" - 4:16
2. "I Can't Go For That" (Bills, Bills, Bills Remix - Bản chỉnh của Radio) - 3:38

### Đĩa đơn Maxi của châu Âu
Đĩa đơn CD Maxi COL 665287 2
1. "Bills, Bills, Bills" - 4:16
2. "I Can't Go For That" (Bills, Bills, Bills Remix - Bản chỉnh của Radio) - 3:38
3. "I Can't Go For That" (Bills, Bills, Bills Remix) - 3:57
4. "No, No, No" (Phần I) (cùng Wyclef Jean) - 4:07
5. "With Me" (Phần II) (cùng Master P) - 4:14

## Định dạng và bản phối lại
"Bills, Bills, Bills" (Bản chỉnh Radio)
"Bills, Bills, Bills" (Phiên bản Acapella)
"Bills, Bills, Bills" (Phiên bản của #1's)
"Bills, Bills, Bills" (Nhạc nền)
"Bills, Bills, Bills" (Ben Jay Remix)
"Bills, Bills, Bills" (Digital Black-N-Groove Club Mix - Nhạc nền)
"Bills, Bills, Bills" (Digital Black-N-Groove Club Mix)
"Bills, Bills, Bills" (Digital Black-n-Groove Club Radio Remix)
"Bills, Bills, Bills" (DJ Def Club's Xclusive Mix)
"Bills, Bills, Bills" (Maurice's Xclusive Dub Mix)1
"Bills, Bills, Bills" (Maurice's Xclusive Livegig Mix)
"Bills, Bills, Bills" (Maurice's Xclusive Mix)1
"Bills, Bills, Bills" (UK Garage Mix)
"Bills, Bills, Bills" (D'n'D 2-Step Mix)
"I Can't Go For That" ('BBB' Trackmasters Remix - Bản chỉnh của Radio) (cùng Jazz-Ming & Sporty Thievz)
"I Can't Go For That" ('BBB' Trackmasters Remix) (cùng Jazz-Ming & Sporty Thievz)
"I Can't Go For That" ('BBB' Trackmasters Remix - Phiên bản Acapella) (cùng Jazz-Ming & Sporty Thievz)
"I Can't Go For That" ('BBB' Trackmasters Remix - Nhạc nền)
Ghi chủ
- 1 Bản remix này gồm bản thu âm lạ của Knowles và của Rowland, thực hiện bởi Maurice Joshua.

## Diễn biến trên bảng xếp hạng
"Bills, Bills, Bills" xuất hiện tại vị trí #84 trên bảng xếp hạng Hot 100 và leo lên vị trí quán quân năm tuần sau đó, và tiếp tục dành tổng cộng 20 tuần liền trên bảng xếp hạng. Đây trở thành ca khúc quán quân đầu tiên của nhóm trên bảng xếp hạng Billboard Hot 100. Bài hát đồng thời cũng thắng một giải BMI Pop cho hạng mục "Ca khúc được nghe nhiều nhất". Trước "Bills, Bills, Bills," đĩa đơn nằm trong top 10 của nhóm là "No, No, No Pt. 2".
"Bills, Bills, Bills" đồng thời cũn giữ vị trí quán quân trên bảng xếp hạng Hot R&B/Hip-Hop Singles & Tracks đến chín tuần liền, trở thành một trong những ca khúc có thời gian giữ vững vị trí trên bảng xếp hạng lâu nhất trong lịch sử và trong mùa hè năm 1999. Ca khúc đồng thời cũng là đĩa đơn bán chạy nhất thứ chín tại Mỹ. Còn ở Anh thì "Bills, Bills, Bills" đã giành lấy vị trí thứ sáu với 165,000 bản được bán.
| Bảng xếp hạng (1999)            | Vị trí |
| ------------------------------- | ------ |
| Úc (ARIA)                       | 26     |
| Bỉ (Ultratop 50 Flanders)       | 20     |
| Bỉ (Ultratop 50 Wallonia)       | 8      |
| Canadian RPM Singles Chart      | 7      |
| Pháp (SNEP)                     | 20     |
| Đức (GfK)                       | 19     |
| Hà Lan (Single Top 100)         | 9      |
| New Zealand (Recorded Music NZ) | 12     |
| Thụy Điển (Sverigetopplistan)   | 30     |
| Thụy Sĩ (Schweizer Hitparade)   | 28     |
| Anh Quốc (OCC)                  | 6      |
| Hoa Kỳ Billboard Hot 100        | 1      |

| Bảng xếp hạng cuối năm (1999) | Vị trí |
| ----------------------------- | ------ |
| Canadian RPM Singles Chart    | 64     |
| U.S. Billboard Hot 100        | 21     |

## Lịch sử phát hành
| Quốc gia | Ngày                |
| -------- | ------------------- |
| Hoa Kỳ   | 15 tháng 6 năm 1999 |
| Anh      | 12 tháng 7 năm 1999 |
| Úc       | 14 tháng 9 năm 1999 |
| Đức      | 21 tháng 9 năm 1999 |